# Russkoje Bogatstwo

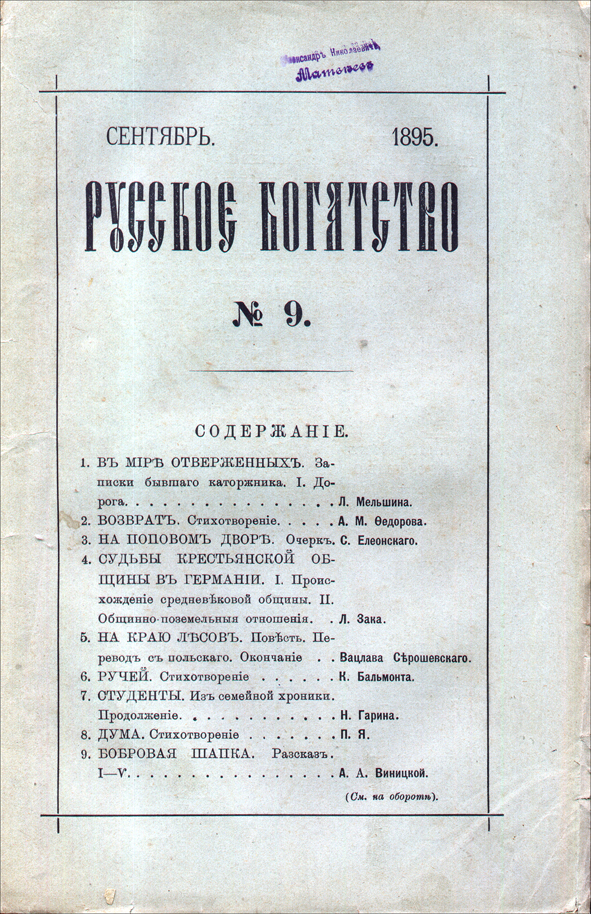
Titelblatt aus dem Jahr 1895

Russkoje Bogatswo (russisch Русское богатство ‚Russischer Reichtum‘) war ein russisches Literatur- und Wissenschaftsmagazin, das von 1876 bis Mitte 1918 monatlich erschien.
Gegründet wurde das Magazin als wissenschaftliche Schrift. Von 1876 bis 1878 erschien es dreimal im Monat unter dem Namen Magazin für Handel, Industrie, Landwirtschaft und Naturkunde (russisch Журнал торговли, промышленности, земледелия и естествознания). Nach einer mehrmonatigen Pause wurde die Zeitschrift ab März 1879 in neuer Redaktion als Monatszeitschrift aufgelegt. Nach einem erneuten Eigentümerwechsel 1880 erhielt sie den Namen Russkoje Bogatstwo. Seit diesem Zeitpunkt galt sie als Organ der liberalen Volkstümler und nahm auch literarische Werke von Autoren wie Wsewolod Garschin oder Gleb Uspenski auf. Aufgrund finanzieller Probleme wurde das Magazin jedoch bald eingestellt. 1883 bis 1891 wurde es wieder gedruckt, diesmal mit dem Schriftsteller und Publizisten Leonid Obolenski als Chefredakteur. In dieser Periode galt Russkoje Bogatstwo als Sprachrohr der russischen Liberalen.
1892 wurde die Zeitung wieder zu einem Organ der Volkstümler. Sergei Kriwenko und Nikolai Michailowski waren damalige Redakteure der Zeitschrift, in der unter anderem Wladimir Korolenko, Nikolai Garin-Michailowski sowie der junge Maxim Gorki publizierten. Politisch wurde die Versöhnung mit Zarenregierung und Verzicht auf jeden revolutionären Kampf gegen dieselbige propagiert. Darüber hinaus führte die Zeitschrift in ihren Artikeln einen Kampf gegen den Marxismus.
Nach der Russischen Revolution von 1905 übernahm Korolenko den Posten des Redakteurs. In dieser Zeit galt das Magazin zunehmend wieder als liberal und war 1906 mehrere Monate lang von der staatlichen Zensur verboten. In den 1910er-Jahren unterstützte die Redaktion die Teilnahme Russlands am Ersten Weltkrieg und drückte ihre Ablehnung der bolschewistischen Revolution aus, weswegen die Zeitschrift 1918 nach dem politischen Umbruch in Russland durch die Staatsmacht geschlossen wurde.